# Castelo de Bonnefontaine (Bas-Rhin)
Château de Bonnefontaine é um castelo em Altwiller, no departamento de Bas-Rhin, na França. Foi concluído entre 1818 e 1822. O seu pórtico paladiano neoclássico é decorado com esfinges.
A nascente de água mineral do castelo foi descoberta em 1603. Isso deu a ideia em 1816 a um banqueiro de Basel de construir um spa no castelo, que tinha um parque e salão de dança, na altura destruído. O banqueiro vendeu a propriedade em 1836. Desde 1878, é propriedade da família Schlumberger. Tornou-se um monumento histórico listado em 1991.